# 文化宮

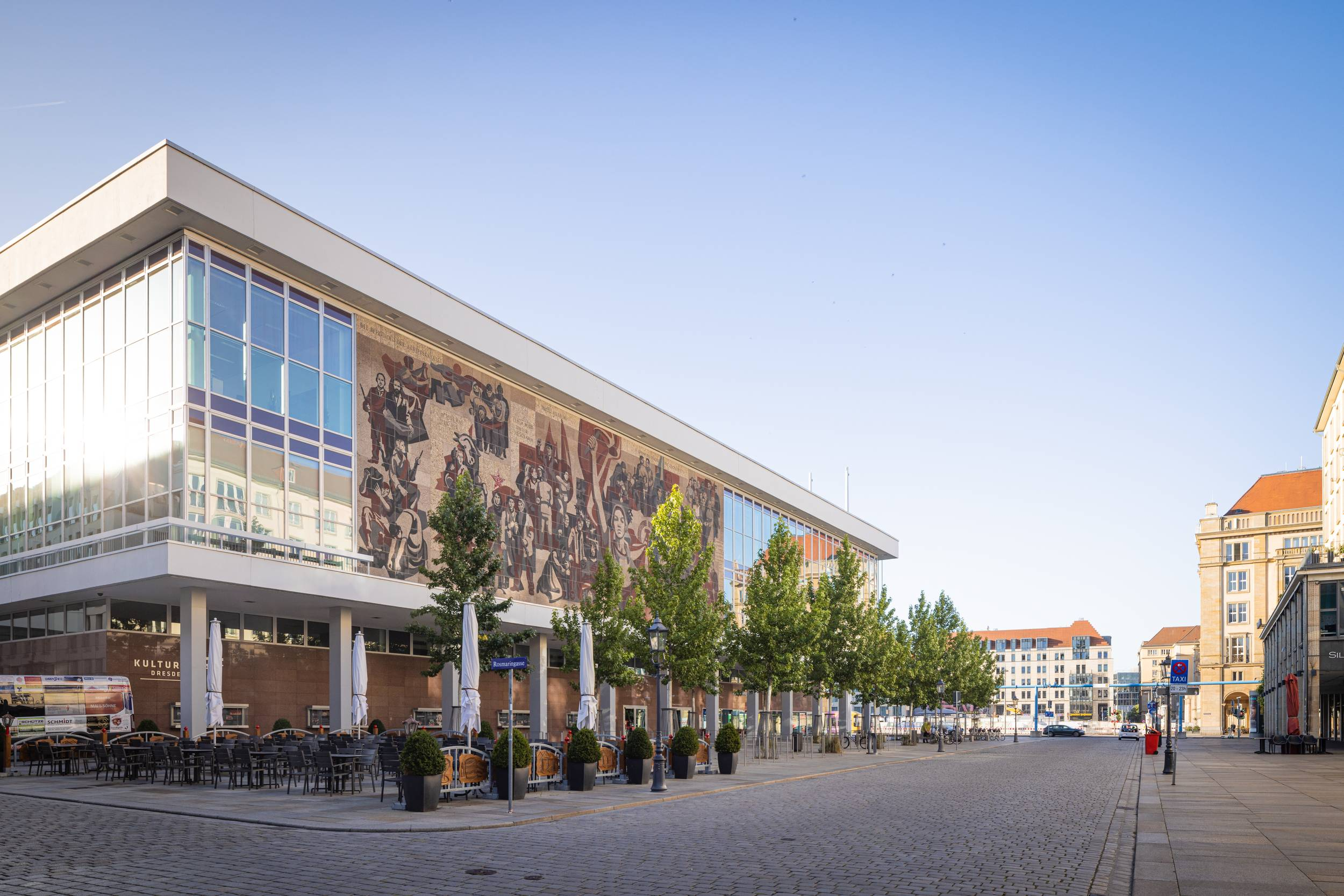
德累斯顿文化宫（2023年）

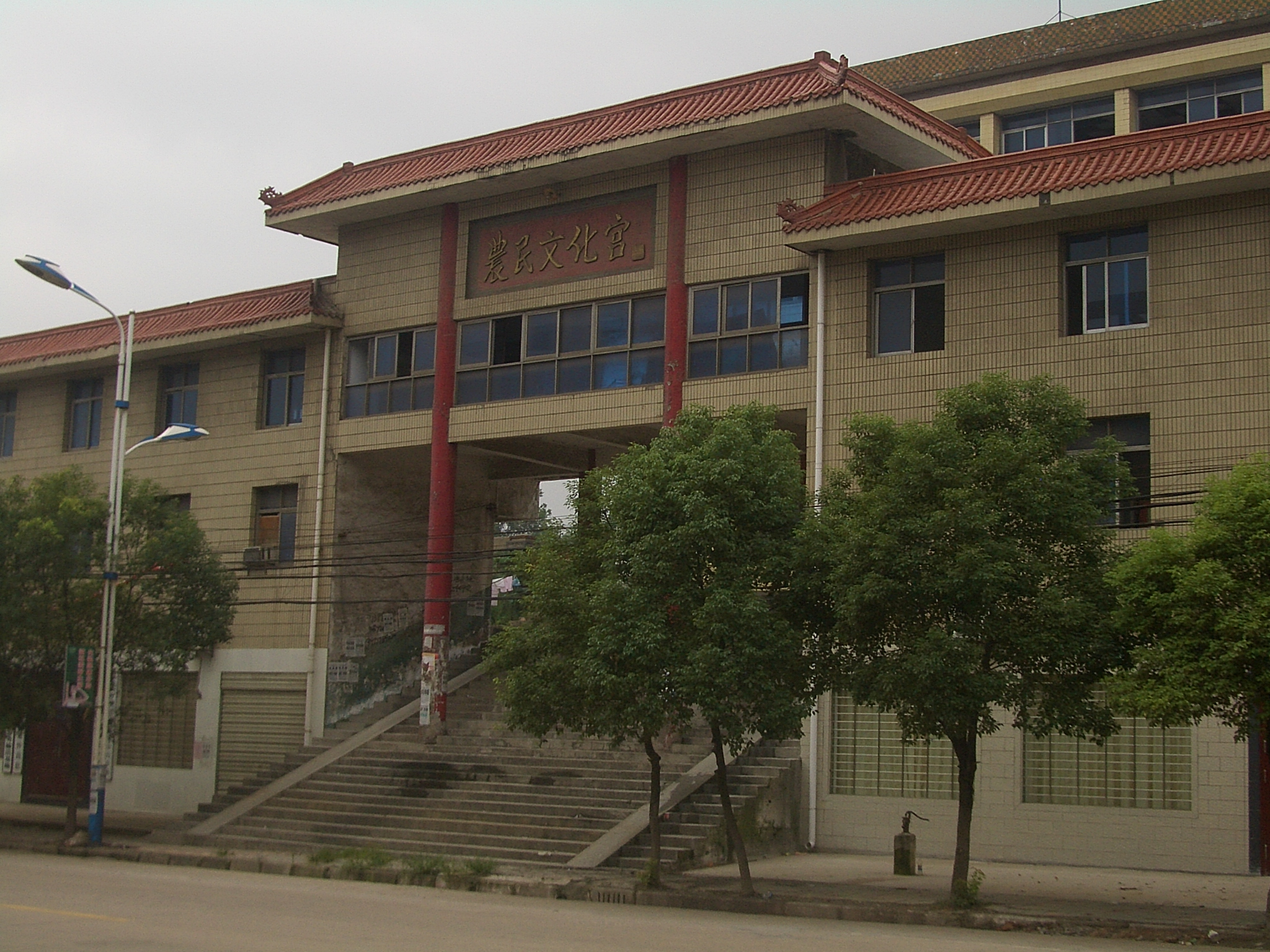
中国湖北省黄石市的一個文化宫

文化宫（羅馬化：dvorets kultury）又稱文化之家（羅馬化：dom kultury），是苏联和其他東方集團的俱樂部的各种娱乐活动的舉辦场所（社區中心）的通用名称。在苏联，文化之家系统來源自1880年代沙俄時期的俄罗斯帝国人民之家系统。